# Серру-Кора (Риу-Гранди-ду-Норти)
Серру-Кора (порт. Cerro Corá) — муниципалитет в Бразилии, входит в штат Риу-Гранди-ду-Норти. Составная часть мезорегиона Центр штата Риу-Гранди-ду-Норти. Входит в экономико-статистический микрорегион Серра-ди-Сантана.
Население составляет 11 070 человек на 2006 год. Занимает площадь 393,569 км². Плотность населения — 28,1 чел./км².
На территории муниципалитета расположены истоки реки Потенжи, давшей название всему штату Риу-Гранди-ду-Норти.

## История
Город основан 11 декабря 1953 года. 

## Статистика
- Валовой внутренний продукт на 2003 год составляет 22 544 414,00 реалов (данные: Бразильский институт географии и статистики).
- Валовой внутренний продукт на душу населения на 2003 год составляет 2056,22 реалов (данные: Бразильский институт географии и статистики).
- Индекс развития человеческого потенциала на 2000 год составляет 0,592 (данные: Программа развития ООН).